# Kaj naj Rusija stori z Ukrajino
Kaj naj Rusija stori z Ukrajino (rusko Что Россия должна сделать с Украиной, latinizirano: Čto Rossija dolžna sdjelat s Ukrainoj), je članek, ki ga je napisal Timofej Sergejcev in objavila ruska državna tiskovna agencija RIA Novosti. Članek poziva k popolnemu uničenju Ukrajine kot države in k popolnemu uničenju ukrajinske nacionalne identitete v skladu s ciljem Rusije, da Ukrajino »denacificira«.
Članek je bil objavljen 3. aprila 2022 v kontekstu ruske invazije na Ukrajino. Isti dan so po umiku ruske vojske iz Buče bili odkriti dokazi o pokolu v Buči. Članek je sprožil mednarodne kritike in ogorčenje in je bil označen za dokaz o načrtu genocida.

## Vsebina
Članek se zavzema za »brutalno cenzuro« ukrajinske kulture in obsežno »deukrajinizacijo« Ukrajincev na ozemljih, ki jih je med rusko invazijo na Ukrajino okupirala Rusija.
Avtor trdi, da je etnocentrizem Ukrajine »umetna perverzija«, da je obstoj Ukrajine kot nacionalne države »nemogoč« Avtor zagovarja uničenje ukrajinske države in njeno zamenjavo z več državami pod direktnim nadzorom Rusije. Trdi tudi, da bi »etnična komponenta samoidentifikacije Ukrajine« morala biti zavržena po ruski okupaciji.
Avtor trdi, da je »najverjetneje večina« ukrajinskih civilistov »pasivnih nacistov in nacističnih sokrivcev«, ki naj bi »podpirali nacistične oblasti«, torej jih »tehnično gledano« ni mogoče kaznovati kot vojne zločince, lahko pa se jim dosodi krivdo in podvrže »denacifikaciji«. Čeprav avtor ugotovi, da v Ukrajini ni nacističnih strank, simbolov, zakonov ali kakih drugih dokazov dejanskega nacizma, trdi da je »ukrajinski nacizem unikat zaradi svoje amorfnosti in dvoumnosti«. Avtor trdi, da so »Banderovci« obrobni za »ukronacizem«, prava grožnja so »proevropejci«.
Avtor trdi, da morajo Ukrajinci »ponotranjiti izkušnjo vojne kot zgodovinsko lekcijo za odpravo [svoje] krivde«. Po vojni bodo kot kazen uporabljali prisilno delo, zapor in smrtno kazen. Po tem bi se prebivalstvo »integriralo v rusko civilizacijo«. Avtor načrte opisuje kot »dekolonizacijo« Ukrajine.
Po ugibanju nekaterih naj bi bil članek razširjena različica članka iz leta 2016, ki ga je napisal ruski kolumnist Aleksander Žučkovski, ki je povezan z ruskim imperialnim gibanjem. V tem članku je Žučkovski pozval k dehumanizaciji Ukrajincev, rekoč: »To je naravno in prav, saj se ne borimo proti ljudem, ampak proti sovražnikom, [...] ne proti ljudem, ampak proti Ukrajincem.«

## Avtor
Avtor besedila Timofej Sergejcev je med letom 1998 in 2000 svetoval Viktorju Pinčuku, med drugim tudi med njegovo kampanjo za ukrajinske parlamentarne volitve leta 1998. Bil je tudi član upravnega odbora skupine Interpipe.
Rojen je bil leta 1963. Leta 1980 je študiral na Moskovskem inštitutu za fiziko in tehnologijo, kjer je bil študent Georgija Ščedrovitskega.
Leta 1999 je sodeloval pri predsedniški kampanji takratnega ukrajinskega predsednika Leonida Kučme. Septembra 2004 je bil svetovalec Viktorja Janukoviča. Leta 2010 je sodeloval z Arsenijem Jacenjukom. Med ruskimi predsedniškimi volitvami leta 2012 je delal kot svetovalec za ruskega milijarderja Mihaila Prohorova in njegovo stranko Pravica. Leta 2012 je Sergejcev koproduciral ruski igrani film Tekma, ki je bil kritiziran zaradi ukrajinofobije in je leta 2014 bil v Ukrajini označen kot propaganda ter prepovedan.
Po poročanju Der Tagesspiegel Sergejcev od leta 2015 podpira proputinsko (včasih opozicijsko) politično stranko Državljanska platforma, ki jo financira eden od oligarhov iz Putinovega notranjega kroga. Kot piše Euractiv, je Sergejcev »eden od ideologov sodobnega ruskega fašizma«.

## Odzivi

### V Rusiji
Dmitrij Medvedjev, sedanji namestnik predsednika Varnostnega sveta Rusije in nekdanji predsednik Rusije (med 2008 in 2012) ter nekdanji predsednik ruske vlade (med 2012 in 2020), je nekaj dni po objavi ponovil glavne poudarke članka. Po besedah Medvedjeva je »strasten del ukrajinske družbe molil k Tretjemu rajhu«, »Ukrajina nacistična država, kot je bil Tretji rajh« in jo je treba »denacificirati« in »izkoreniniti«, rezultat tega pa bo »propad Ukrajine kot države«. Medvedjev trdi, da je propad Ukrajine pot proti »odprti Evraziji od Lizbone do Vladivostoka«. S podobno retoriko je Medvedjev nadaljeval tudi kasneje in objavljal dolge kritične spise o Ukrajini, ki so namenjeni predvsem domačemu občinstvu. Npr. v svojem »O ponaredkih in resnični zgodovini« je trdil, da je »sama esenca ukrajinstva, ki se hrani s protiruskih strupom in laže o svoji identiteti, ena velika prevara«.
26. aprila 2022 je Nikolaj Patrušev, Putinov svetovalec za nacionalno varnost, dejal, da so se »Američani z uporabo svojih varovancev v Kijevu odločili ustvariti antipod naše države, pri čemer so za to cinično izbrali Ukrajino in poskušali razdeliti kar je v bistvu en sam narod« in da »rezultat politike Zahoda in kijevskega režima pod njegovim nadzorom je lahko le razpad Ukrajine na več držav«. 
Ruski opozicijski politik Leonid Gozman je Sergejceva označil za »bedaka«. Politični analitik Andrej Kolesnikov je dejal, da je svetovalce, kot je Sergejcev, mogoče uporabiti za ustvarjanje strategij oblasti, vendar »nimajo resnega vpliva na nič«.

### Mednarodni odzivi
Predsednik Ukrajine Volodimir Zelenski je dejal, da je članek dokaz načrtov Rusije za izvedbo genocida nad ukrajinskimi državljani. Opozoril je, da sta bila za označevanje genocida nad Ukrajinci v članku uporabljena izraza »deukrajinizacija« in »deevropeizacija«. Po njegovem mnenju je to del dokazov za sojenje ruskim vojnim zločinom v Ukrajini.
Mihajlo Podoljak, predstavnik Ukrajine na rusko-ukrajinskih mirovnih pogajanjih, je izrazil mnenje, da je članek uradni poziv k množičnim pobojem Ukrajincev na podlagi njihove etnične pripadnosti in ga bodo kot takega obravnavala mednarodna kazenska sodišča.
Minister za kulturo in informacijsko politiko Ukrajine Oleksandr Tkačenko je komentiral:
Avtor cinično govori o ukrajinskem nacizmu. Vidimo pa ravno nasprotno; Rusija masovno pobija Ukrajince zaradi njihove nacionalne identitete. Kako bi to poimenoval? Odgovoril bom takoj: to je genocid Ukrajincev, ki ga izvaja Rusija.
Vodja latvijskega zunanjega ministrstva Edgars Rinkēvičs je članek označil za »navaden fašizem«. Nekdanji kanadski veleposlanik v Ukrajini Roman Waschuk je dejal, da »gre v bistvu za retorično 'dovoljenje za ubijanje' Ukrajincev«.

### Pravni odziv
V Nemčiji je aprila 2022 poslanec bundestaga Thomas Heilmann pri berlinskem tožilstvu vložil tožbo proti avtorju članka. Po Heilmannovem mnenju gre lahko za kršitev konvencije o preprečevanju in kaznovanju genocida.
V Ukrajini je ukrajinsko generalno tožilstvo maja začelo predkazensko preiskavo glede članka.
Po ukrajinski zakonodaji je smrtna kazen prepovedana, v Rusiji pa je pod moratorijem (stanje 2024). 8. julija 2022, mesec po smrtni obsodbi treh vojnih ujetnikov, je Donecka ljudska republika preklicala moratorij na smrtno kazen.

## Kritike
Po mnenju Mike Aaltole, direktorja Finskega inštituta za mednarodne zadeve, je članek pokazal, da se ruska vojna propaganda »razvija v zaskrbljujočo smer«.
Po poročanju ruskega neodvisnega medija Meduza je članek »v bistvu načrt za genocid« nad Ukrajinci. 
Po besedah oxfordskega strokovnjaka za ruske zadeve Samuela Ramanija članek »predstavlja mišljenje Kremlja«.
Ameriški zgodovinar Timothy Snyder je zapisal, da besedilo »zagovarja uničenje ukrajinskega ljudstva kot takega«. Kasneje je opozoril na uporabo posebne definicije besede »nacist«: »nacist je Ukrajinec, ki noče priznati, da je Rus«. Po njegovem mnenju članek razkriva genocidne namere Rusije.
Slovenski filozof Slavoj Žižek je zapisal: »Torej, Rusija namerava z Ukrajino storiti to, kar Bertolt Brecht opisuje v svoji pesmi »Die Lösung« (Rešitev) iz leta 1953: razpustiti ljudstvo in izvoliti drugega. Če ob Putinovi trditvi, da je Lenin izumil Ukrajino, beremo Sergejceve nore tirade, lahko razberemo trenutno rusko stališče, da ima Ukrajina dva očeta: Lenina, ki jo je izumil, in Hitlerja, ki je navdihnil današnje »ukronaciste«, da udejanjijo Leninovo iznajdbo... Zdaj nam pravijo, da bodo Kazahstan, Azerbajdžan, Gruzija in Ukrajina »dekolonizirani« z... rusko kolonizacijo. Ozemlja bodo osvobojena proti volji svojih ljudi (ki jih bo treba prevzgojiti ali kako drugače razpustiti). Če se želimo izogniti novi svetovni vojni, bo to z »vročim mirom«; z ogromnimi vojaškimi naložbami, ki vzdržujejo novo krhko ravnovesje moči. Krhkost položaja ne izhaja le iz nasprotujočih si gospodarskih interesov, ampak tudi iz nasprotujočih si interpretacij realnosti, pri čemer ne gre le za poravnavo dejstev. Ampak preprosto dokazovanje, da so ruska trditve napačne zgreši bistvo Aleksandra Dugina, Putinovega dvornega filozofa: »Postmodernost kaže, da je vsaka tako imenovana resnica stvar verovanja. Torej imamo svojo posebno rusko resnico, ki jo morate sprejeti.« Zdi se, da vera preglasi znanje. Po »posebni ruski resnici« ruski vojaki za seboj niso pustili nobenih trupel brutaliziranih civilistov v Buči in drugih ukrajinskih mestih - zahodni propagandisti naj bi ta grozodejstva uprizorili. Glede na te okoliščine morajo zahodnjaki prenehati predlagati, da se Zelenski sreča s Putinom, da bi se pogajala o mirovni rešitvi... Vsa morebitna pogajanja bodo morali voditi birokrati na nižji ravni. Putin in njegov ožji krog so kriminalci, ki jih je treba čim bolj ignorirati.« 